# Хаберман Алісе Янівна
Алісе (Алісе-Анна) Янівна Хаберман, до шлюбу Курруск (24 листопада 1905, місто Санкт-Петербург, тепер Російська Федерація — 1993, Естонія) — радянська естонська діячка, вчителька, старша інспекторка середніх шкіл Наркомату освіти Естонської РСР. Депутатка Верховної Ради СРСР 1-го скликання (1941—1946).

## Життєпис
Народилася в робітничій родині. Навчалася в початковому училищі Санкт-Петербурзького Естонського товариства та в російській гімназії міста Петрограда. У 1921 році разом із батьками переїхала до Нарви (Естонська Республіка), де продовжила навчання в нарвській гімназії.
Після закінчення гімназії вступила на філософський факультет Тартуського університету, який закінчила в 1931 році та здобула спеціальність вчителя німецької та англійської мов.
З 1931 по 1933 рік працювала вчителькою німецької мови в Ракверській змішаній гімназії. Одночасно, з 1932 по 1933 рік була касиркою Віруської повітової Вчительської спілки. Брала активну участь у діяльності вчительських громадських організацій.
У 1936 році працювала заступницею викладача при Тартуській вчительській семінарії. З 1937 по 1940 рік — вчителька німецької та англійської мов Тартуської вчительської семінарії. Одночасно була членкинею Спілки вчителів середніх шкіл Естонії.
Член ВКП(б) з липня 1940 року.
З серпня по листопад 1940 року — директорка Талліннської третьої середньої школи.
У листопаді 1940 — 1941 року — старша інспекторка середніх шкіл Народного комісаріату освіти Естонської РСР. Навчалася в Таллінському вечірньому університеті марксизму-ленінізму.
Під час німецько-радянської війни перебувала в евакуації в східних районах СРСР.
У 1945 році — співробітниця Державного літературного музею Естонської РСР, також очолювала цей музей. Була співавторкою естонських підручників німецької мови, брала участь у перекладах творів Пушкіна естонською мовою.
Станом на 1965 рік працювала викладачкою Тартуського державного університету.
Померла у 1993 році.

## Нагороди
- медалі
- Почесна грамота Президії Верховної ради Естонської РСР (1965)